# Strassenbahn Neuenburg
| Endbahnhof Neuchâtel Place Pury Littorail |                                   |                                         |                                         |
| Streckennummer (BAV): | 213                               |                                         |                                         |
| Fahrplanfeld: | 215, bis 2013: 213 30d (vor 1982) |                                         |                                         |
| Streckenlänge: | 8.85 + 0.830 km                   |                                         |                                         |
| Spurweite: | 1000 mm (Meterspur)               |                                         |                                         |
| Stromsystem: | 600 Volt =                        |                                         |                                         |
| |                                   |                                         |                                         |
| \| \| 0.000 \| Boudry Littorail \| Boudry Littorail \| \| \| \| Boudry Tuilière \| \| \| \| \| zum musée du tram \| \| \| \| \| Boudry Les Isles (bis 9. Dezember 2018) \| \| \| \| 0.830 \| Cortaillod \| Cortaillod \| \| \| 0.60 \| Chantier \| Chantier \| \| \| \| Areuse \| \| \| \| \| \| \| \| \| 1.460 0.000 \| Areuse Littorail \| Areuse Littorail \| \| \| \| Colombier NE Les Chézards \| \| \| \| 3.140 \| Colombier NE Littorail \| Colombier NE Littorail \| \| \| \| Colombier NE Allées Littorail \| \| \| \| \| Fehlerprofil (+0.04) \| \| \| \| 4.570 \| Auvernier Littorail \| Auvernier Littorail \| \| \| \| Neuchâtel Serrières Ruau \| \| \| \| 6.960 \| Neuchâtel Port-de-Serrières \| Neuchâtel Port-de-Serrières \| \| \| \| Neuchâtel Champ-Bougin \| \| \| \| \| Neuchâtel Evole \| \| \| \| 8.860 \| Neuchâtel Place Pury Littorail \| Neuchâtel Place Pury Littorail \| |                                   |                                         |                                         |
| Kopfbahnhof Streckenanfang | 0.000                             | Boudry Littorail                        | Boudry Littorail                        |
| Haltepunkt / Haltestelle |                                   | Boudry Tuilière                         | Boudry Tuilière                         |
| Abzweig geradeaus und nach rechts |                                   | zum musée du tram                       | zum musée du tram                       |
| ehemaliger Haltepunkt / Haltestelle |                                   | Boudry Les Isles (bis 9. Dezember 2018) | Boudry Les Isles (bis 9. Dezember 2018) |
| U-Bahn-Kopfbahnhof Streckenanfang (Strecke außer Betrieb) · Strecke | 0.830                             | Cortaillod                              | Cortaillod                              |
| U-Bahn-Haltepunkt / Haltestelle (Strecke außer Betrieb) · Strecke | 0.60                              | Chantier                                | Chantier                                |
| U-Bahn-Brücke über Wasserlauf (Strecke außer Betrieb) · Strecke |                                   | Areuse                                  | Areuse                                  |
| U-Bahn-Strecke nach links (außer Betrieb) · Abzweig mit U-Bahn geradeaus und ehemals von rechts |                                   |                                         |                                         |
| Bahnhof | 1.460 0.000                       | Areuse Littorail                        | Areuse Littorail                        |
| Haltepunkt / Haltestelle |                                   | Colombier NE Les Chézards               | Colombier NE Les Chézards               |
| Bahnhof | 3.140                             | Colombier NE Littorail                  | Colombier NE Littorail                  |
| Haltepunkt / Haltestelle |                                   | Colombier NE Allées Littorail           | Colombier NE Allées Littorail           |
| Kilometer-Wechsel |                                   | Fehlerprofil (+0.04)                    | Fehlerprofil (+0.04)                    |
| Bahnhof | 4.570                             | Auvernier Littorail                     | Auvernier Littorail                     |
| Haltepunkt / Haltestelle |                                   | Neuchâtel Serrières Ruau                | Neuchâtel Serrières Ruau                |
| Bahnhof | 6.960                             | Neuchâtel Port-de-Serrières             | Neuchâtel Port-de-Serrières             |
| Haltepunkt / Haltestelle |                                   | Neuchâtel Champ-Bougin                  | Neuchâtel Champ-Bougin                  |
| Bahnhof |                                   | Neuchâtel Evole                         | Neuchâtel Evole                         |
| Kopfbahnhof Streckenende | 8.860                             | Neuchâtel Place Pury Littorail          | Neuchâtel Place Pury Littorail          |

Die Strassenbahn Neuenburg ist eine 8,85 Kilometer lange, meterspurige Strecke, die von Neuenburg über Auvernier und Colombier nach Boudry führt. Sie wurde 1892 eröffnet und von der Transports en commun de Neuchâtel et environs (TN), ursprünglich Compagnie des Tramways de Neuchâtel (TN), seit den 1980er-Jahren als Eisenbahn betrieben. Die Linie gehört seit 2012 zum Verkehrsunternehmen Transports Publics Neuchâtelois SA (transN) und wird seit dem Fahrplanwechsel im Dezember 2023 von der Linie R15 – bis dahin Linie 215, bis Dezember 2013 Linie 5 – bedient.

## Geschichte

### Überlandstrecke

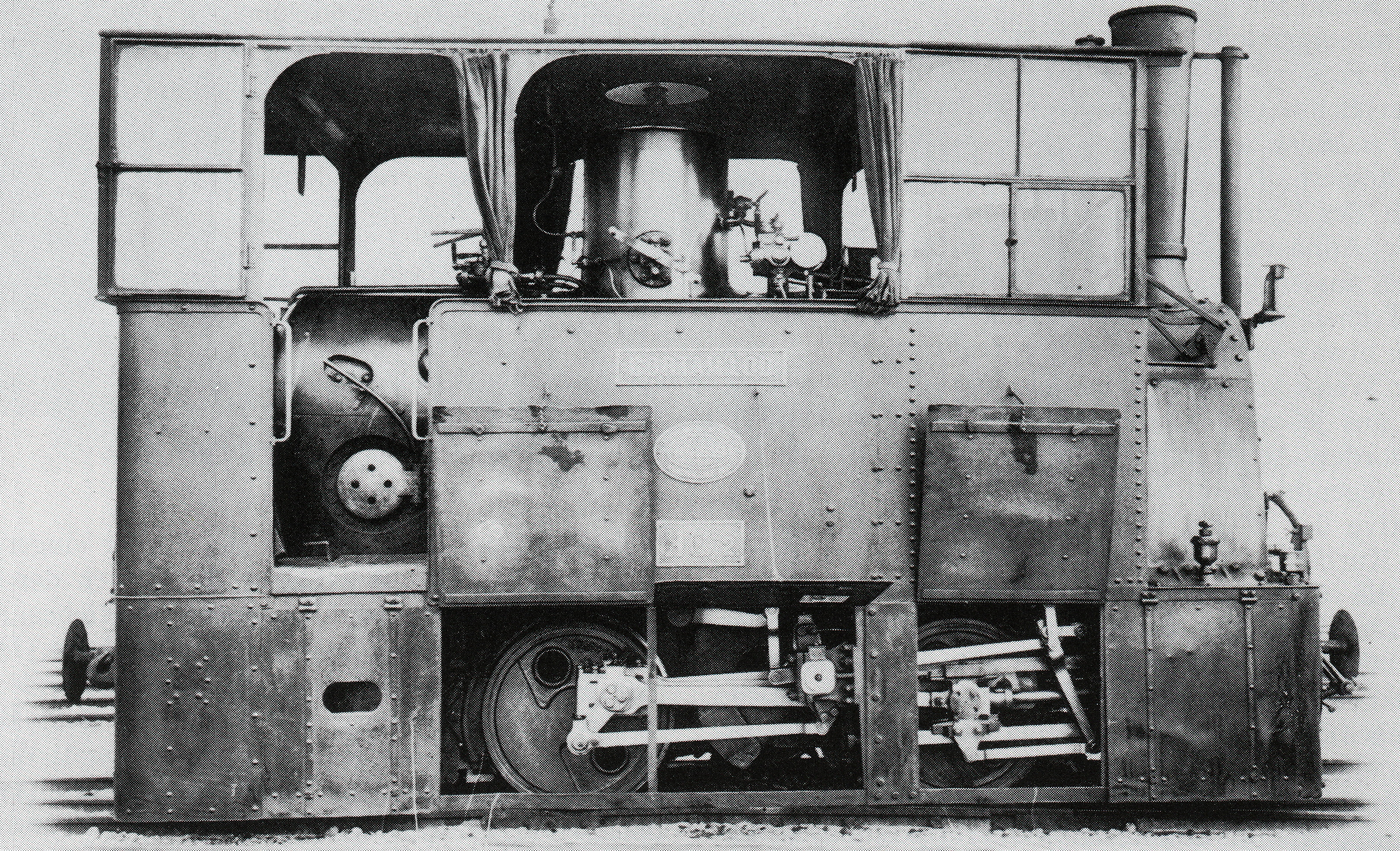
Tramlokomotive für Adhäsions- und Zahnradbetrieb Nr. 2 „Cortaillod“

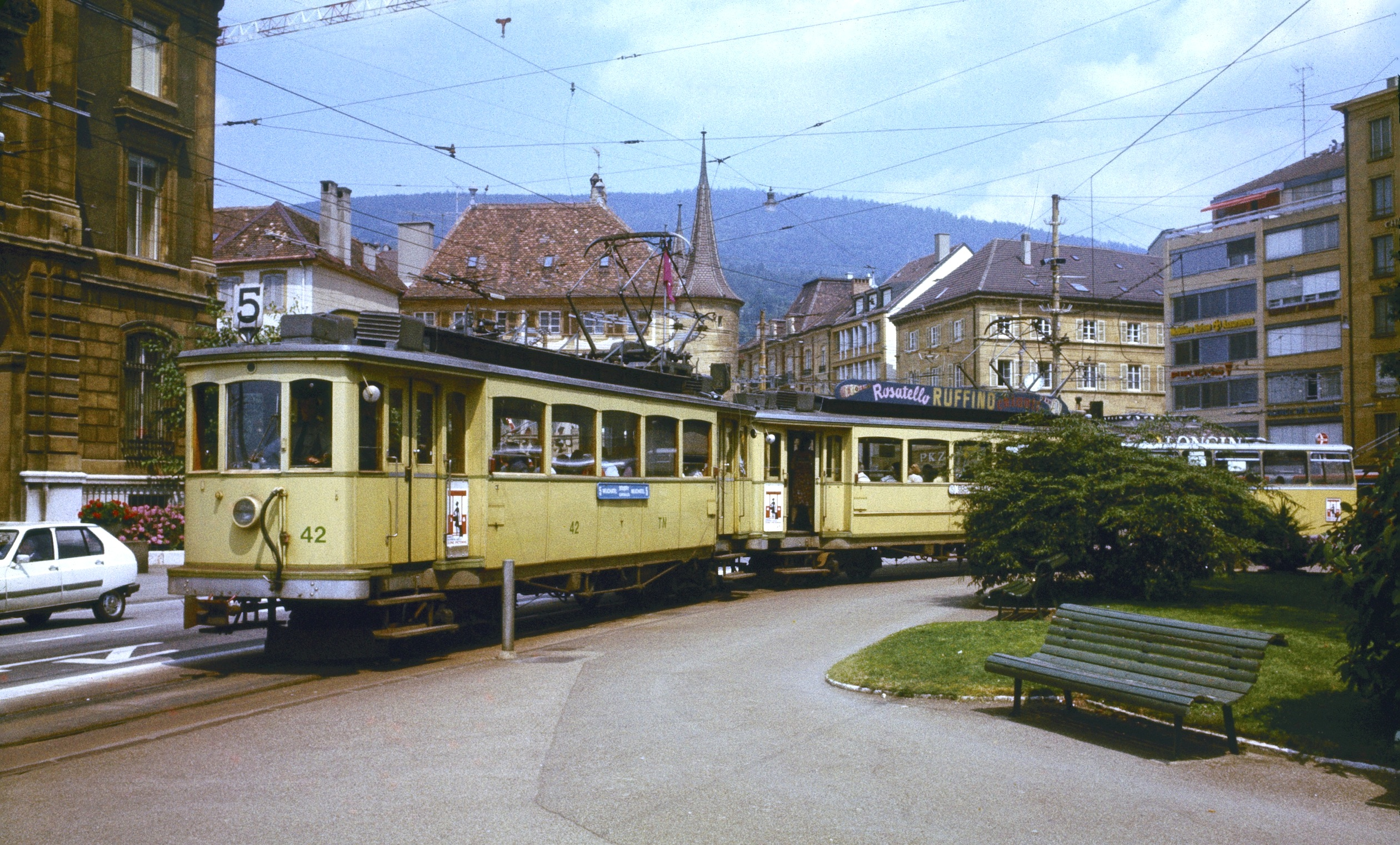
Triebwagen 42 und 44 in der einstigen Endschleife Place Pury

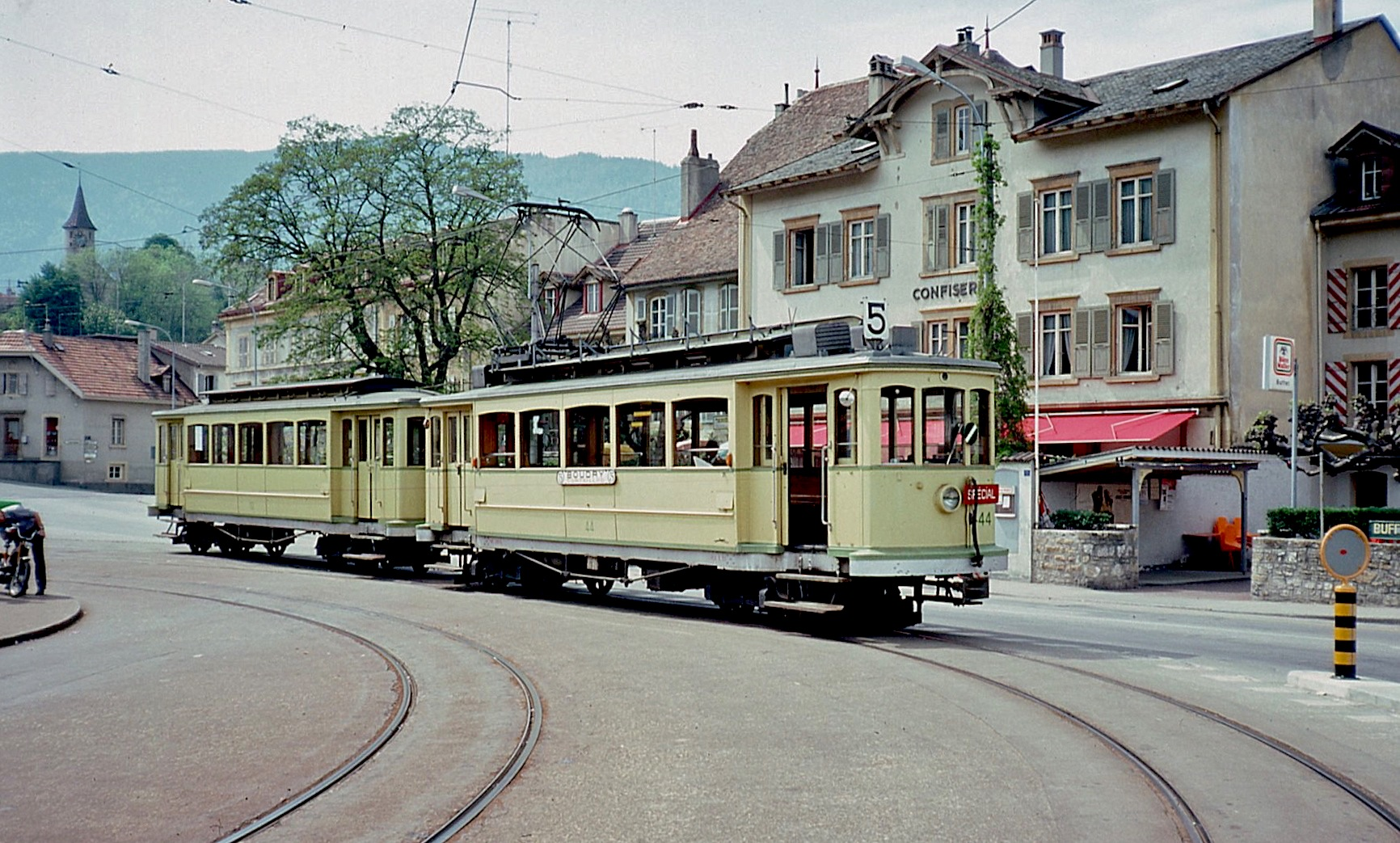
Triebwagen 44 aus dem Jahr 1902 in der ehemaligen Endschleife Boudry, 1979

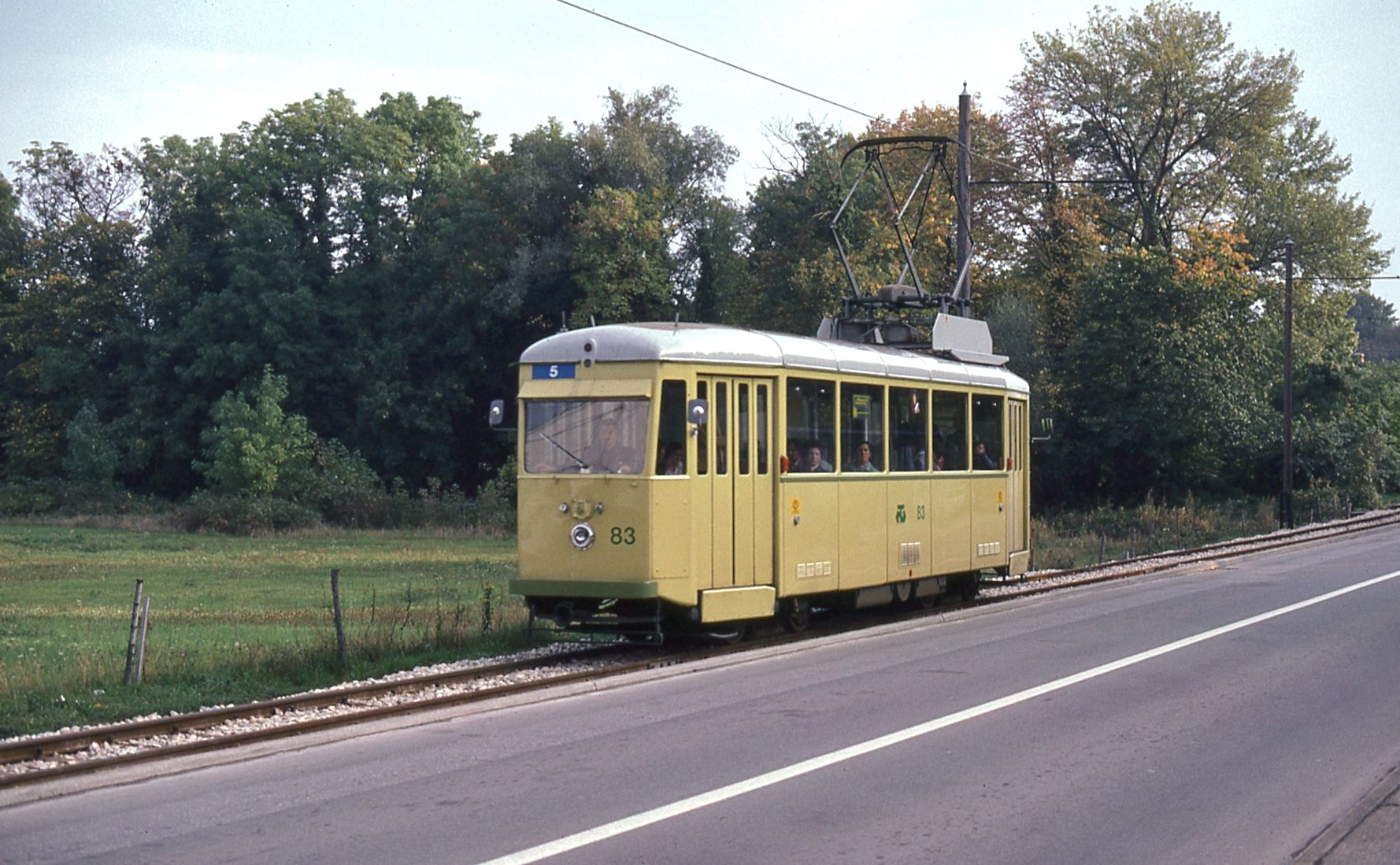
Abzweig nach Cortaillod mit Zweirichtungswagen 83, einem von drei Schweizer Standardwagen in Neuenburg

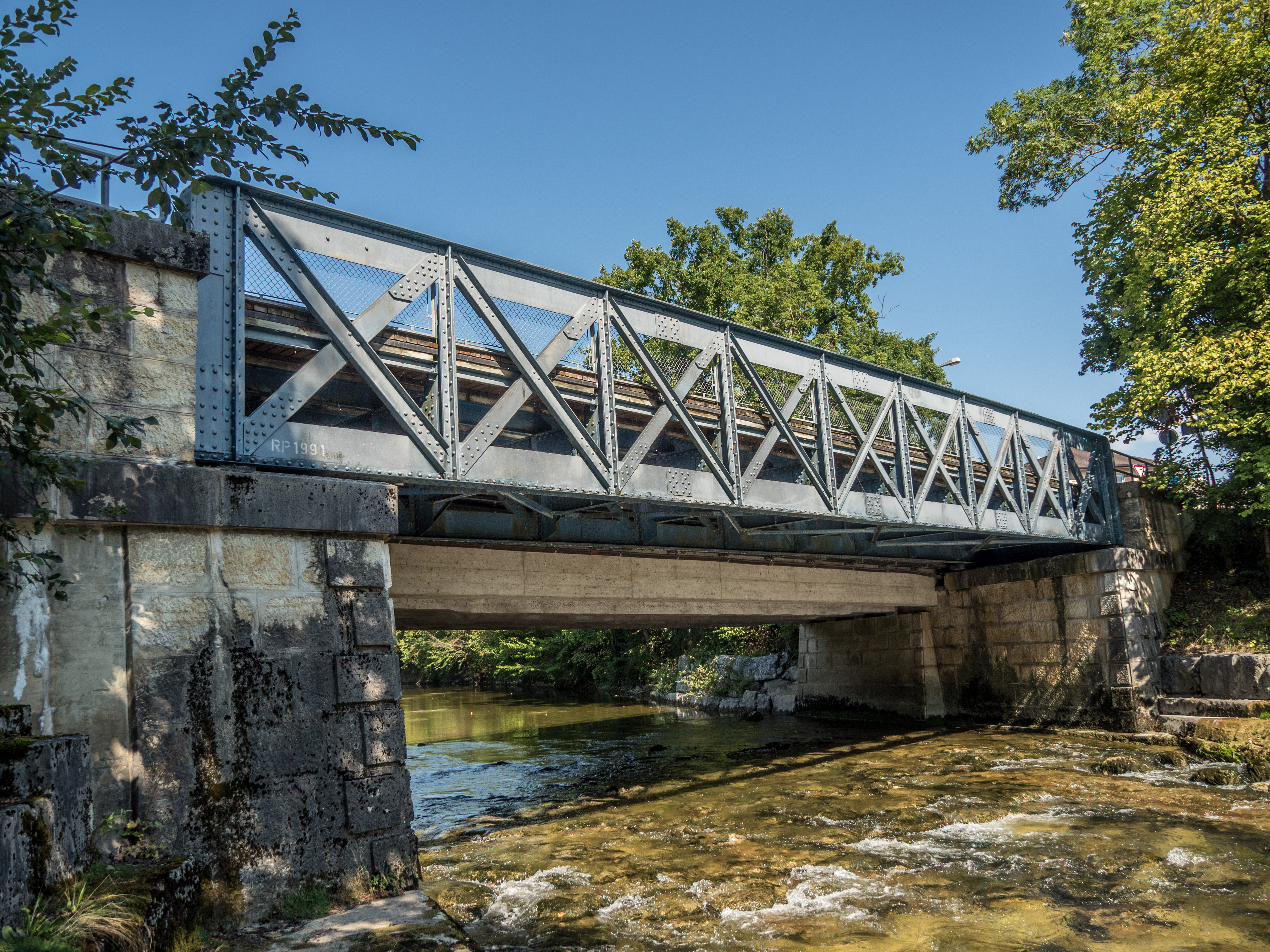
Ehemalige Bahnbrücke über die Areuse, heute ein Fuss- und Radweg

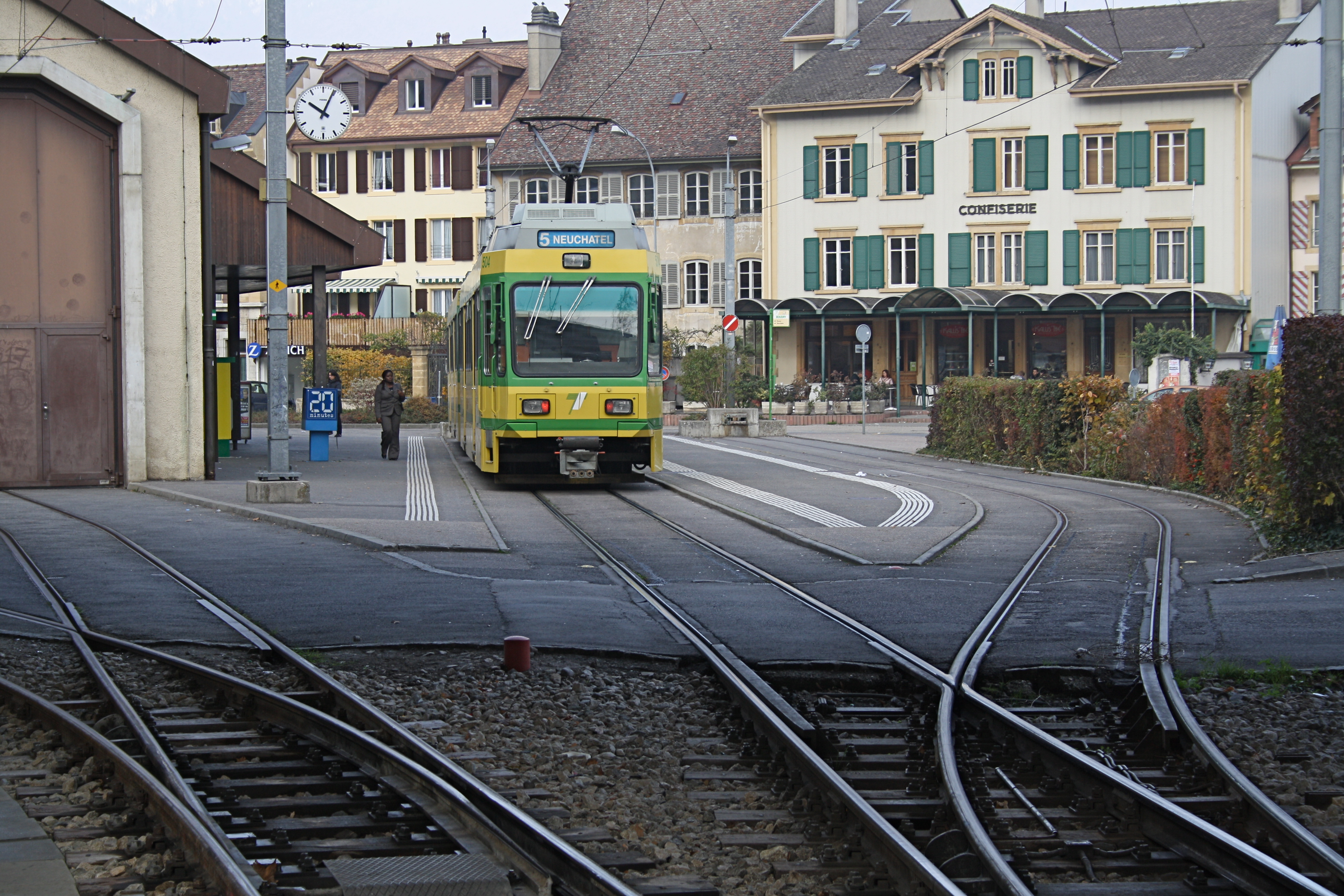
Bahnhof Boudry, links die neue Wagenhalle, 2009

Die einstige Überlandstrassenbahn von Boudry nach Neuenburg, samt einem 830 Meter langen Nebenast von Areuse nach Cortaillod, wurde am 16. September 1892 von der ehemaligen Gesellschaft Régional Neuchâtel–Cortaillod–Boudry (NCB) eröffnet. Ursprünglich handelte es sich um eine Dampfstrassenbahn. Der am 24. Dezember 1892 in Betrieb genommene, mit bis zu 89 Promille ansteigende Abschnitt vom Hafen zum Bahnhof Neuenburg war mit einer Zahnstange des Systems Riggenbach versehen. Er konnte von den Tramlokomotiven für gemischten Zahnrad- und Adhäsionsbetrieb befahren werden, die 1892 von Krauss (Nr. 1 „Neuchâtel“, Nr. 2 „Cortaillod“) und 1895 von Jung (Nr. 4 „Colombier“) geliefert wurden. Als reine Adhäsionsmaschinen verkehrten zudem eine Krauss-Tenderlokomotive Nr. 3 („Boudry“) von 1892 und Nr. 5 („Auvernier“) von 1898. Die Lokomotive 4 wurde 1898 auf reinen Adhäsionsbetrieb umgebaut und erhielt einen neuen Kessel von SLM. Sie konnte 1901 an die Chemins de fer Électriques de la Gruyère verkauft werden, wo sie zunächst als Baulokomotive und dann bis 1929 als thermische Reserve diente. Die übrigen Loks wurden 1903 ebenfalls als Bauloks verkauft. Auch alle nicht mehr benötigten Wagen fanden einen Käufer.
Ab 1898 wurde die Steilstrecke mit drei elektrischen Tramwagen im Adhäsionsbetrieb befahren. 1902 erfolgte die Elektrifizierung der restlichen Strecke mit 600 Volt Gleichspannung. Nach der Fusion der beiden Tram-Gesellschaften wurde die Strecke zum Bahnhof als Linie 6 des Stadtnetzes weiter betrieben. Im Gegensatz zu den Stadtlinien, die ab 1910 sämtlich die Innenstadtschleife „Tour-de-Ville“ befuhren, erhielt die Überlandstrecke an der Place Pury eine separate Endschleife mit einem Abstellgleis und einem Verbindungsgleis zum Stadtnetz. Die Zweigstrecke nach Cortaillod wurde von Areuse aus im Anschlussverkehr betrieben, diese Züge erreichten als einzige nicht das Zentrum von Neuenburg. Am 2. Juni 1984 wurde der Seitenast der Linie 5 durch die Autobuslinie 5b ersetzt, heute wird er von der Linie 613 bedient.
Am 28. Juni 1945 stiessen zwei Tramzüge in einer Kurve auf der eingleisigen Strecke zwischen Colombier und Auvernier zusammen. Das aus Boudry kommende Tram hatte in Colombier die Kreuzung des hauptsächlich mit Schülern besetzten, verspäteten Gegenkurses nicht abgewartet. Durch die Kollision wurden die beiden vorderen Plattformen eingedrückt und vierzig Personen zum Teil schwer verletzt. Fast genau an derselben Stelle hatte sich bereits am 30. März 1925 ein ähnlicher, allerdings weniger folgenschwerer Unfall ereignet.
Seit der Anfang der 1980er-Jahre erfolgten Modernisierung wird die Strecke meist Littorail genannt. Hierbei handelt es sich um eine Zusammensetzung der Begriffe Littoral (französisch für Küstenstreifen im Allgemeinen, beziehungsweise für die Küstenregion am Neuenburgersee im Speziellen) und rail (französisch für Schiene, auch im Sinne von Bahn verwendet).
1988 wurde die Endschleife an der Place Pury durch eine zweigleisige Stumpfendstelle ersetzt. Auch in Boudry, wo die Züge zuvor das Stationsgebäude umfahren hatten, wurde die Anlage Mitte der 1980er-Jahre entsprechend verändert. Die dortige Remise wurde 1983 abgerissen, unweit davon entstand eine grössere Wagenhalle.
Die als Zugkategorie Regio klassifizierten Züge zwischen Boudry und Neuenburg führen nur die zweite Wagenklasse und verkehren tagsüber überwiegend im starren 20-Minuten-Takt, in den Hauptverkehrszeiten alle 15 Minuten. Sie bedienen dabei insgesamt zwölf Stationen, deren mittlerer Abstand 805 Meter beträgt. Die Strecke ist durchgehend unabhängig vom Strassenverkehr trassiert und durchgehend eingleisig, Zugkreuzungen sind in den Bahnhöfen Areuse, Colombier, Auvernier und Neuchâtel Port-de-Serrières möglich. Die Strecke wird im automatischen Streckenblockverfahren betrieben und ist mit Drucktastenstellwerken ausgerüstet. Sie wird mit Zweirichtungsfahrzeugen betrieben, die offizielle Reisezeit beträgt je nach Fahrtrichtung 16 beziehungsweise 18 Minuten.

### Stadtstrecken

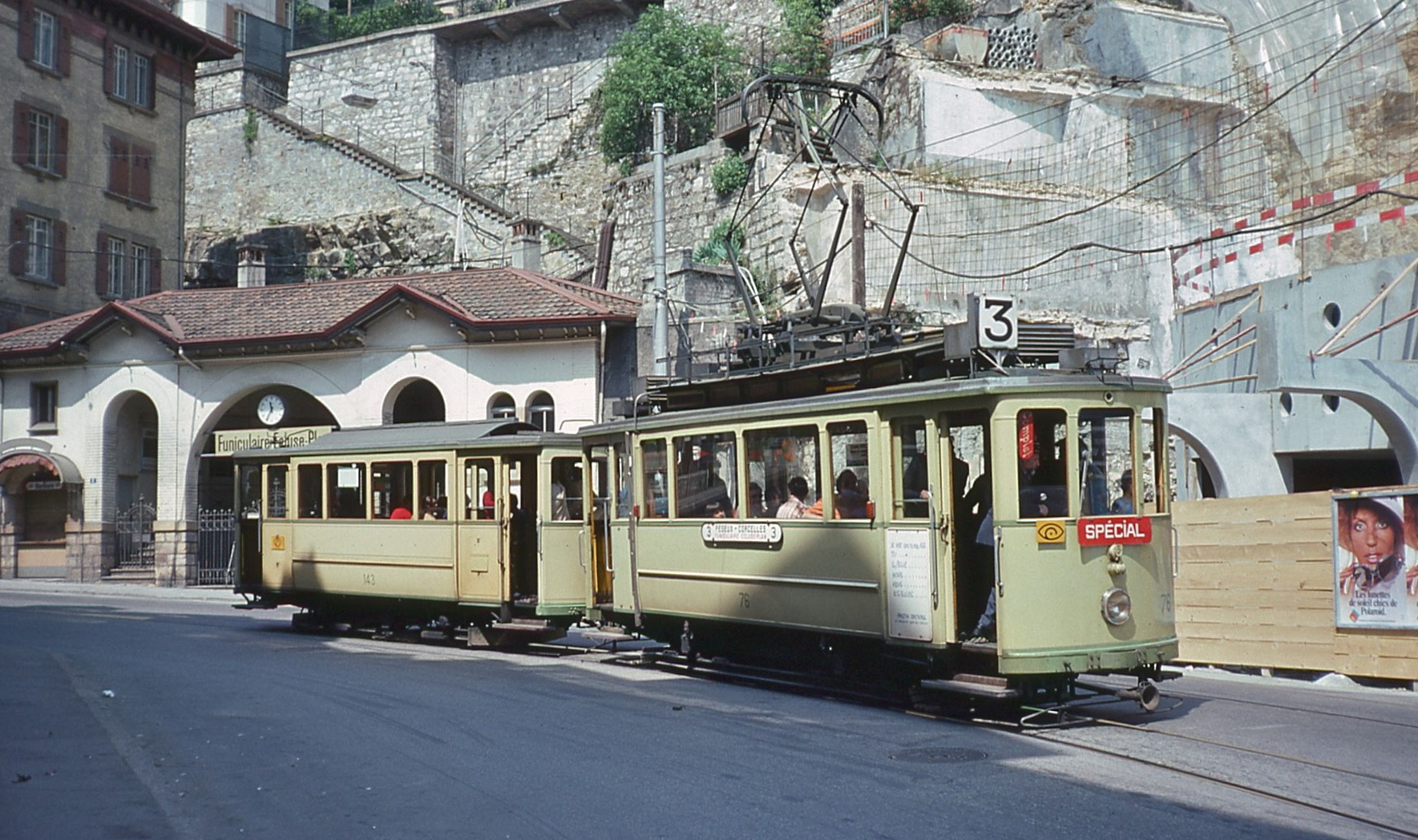
Zug auf der Linie 3 vor der Talstation der Standseilbahn Ecluse-Plan, 1976

Die erste Stadtstrecke Neuenburgs – sie führte nach Saint-Blaise – ging am 16. September 1893 in Betrieb und wurde mit Gas betrieben. Aufgrund technischer Probleme mit den Gasmotorwagen wandelte man sie am 22. Dezember 1894 in eine Pferdebahn (Rösslitram) um. Hierfür beschaffte man sechs kleine leichte Wagen, denen jeweils ein Pferd vorgespannt wurde. 1897 erfolgte schliesslich die Elektrifizierung. Diese erste Strecke wurde vom Unternehmen Tramway Neuchâtel–Saint-Blaise (NSB) gebaut, welches dann 1901 mit der NCB zur Compagnie des Tramways de Neuchâtel vereinigt wurde. 
Das Stadtnetz wurde anschliessend weiter ausgebaut und erreichte 1926 mit 27 Kilometern Streckenlänge seine grösste Ausdehnung. Zeitweise verkehrten sechs Stadtlinien, sie waren mit 1, 2, 3, 4, 6 und 7 nummeriert. In den Jahren 1940 bis 1976 ersetzte man sie sukzessive durch Trolleybusse.

## Fahrzeuge

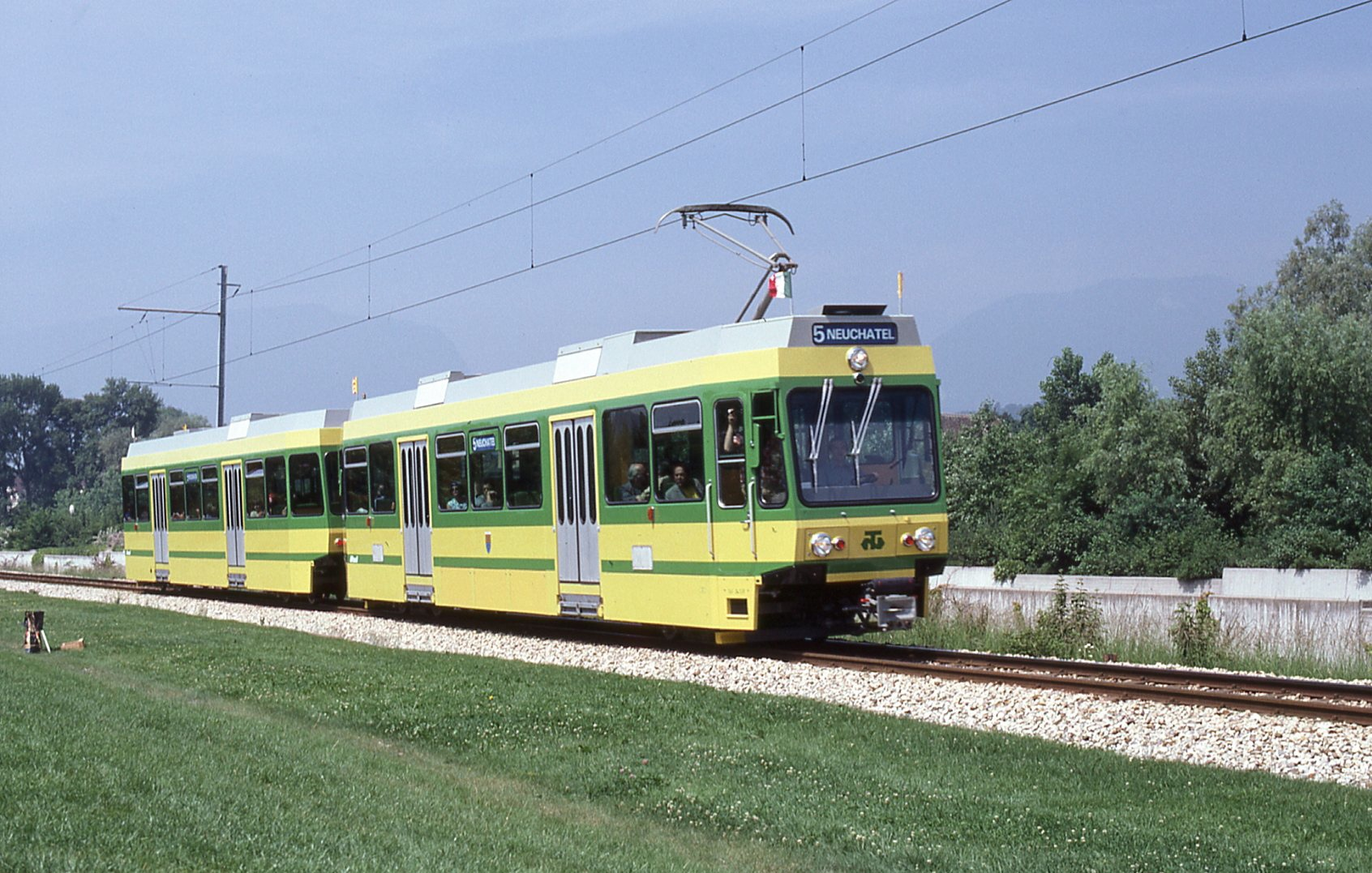
Trieb- und Steuerwagen Be 4/4 der ersten Lieferung mit runden Scheinwerfern auf der Überlandstrecke, 1981

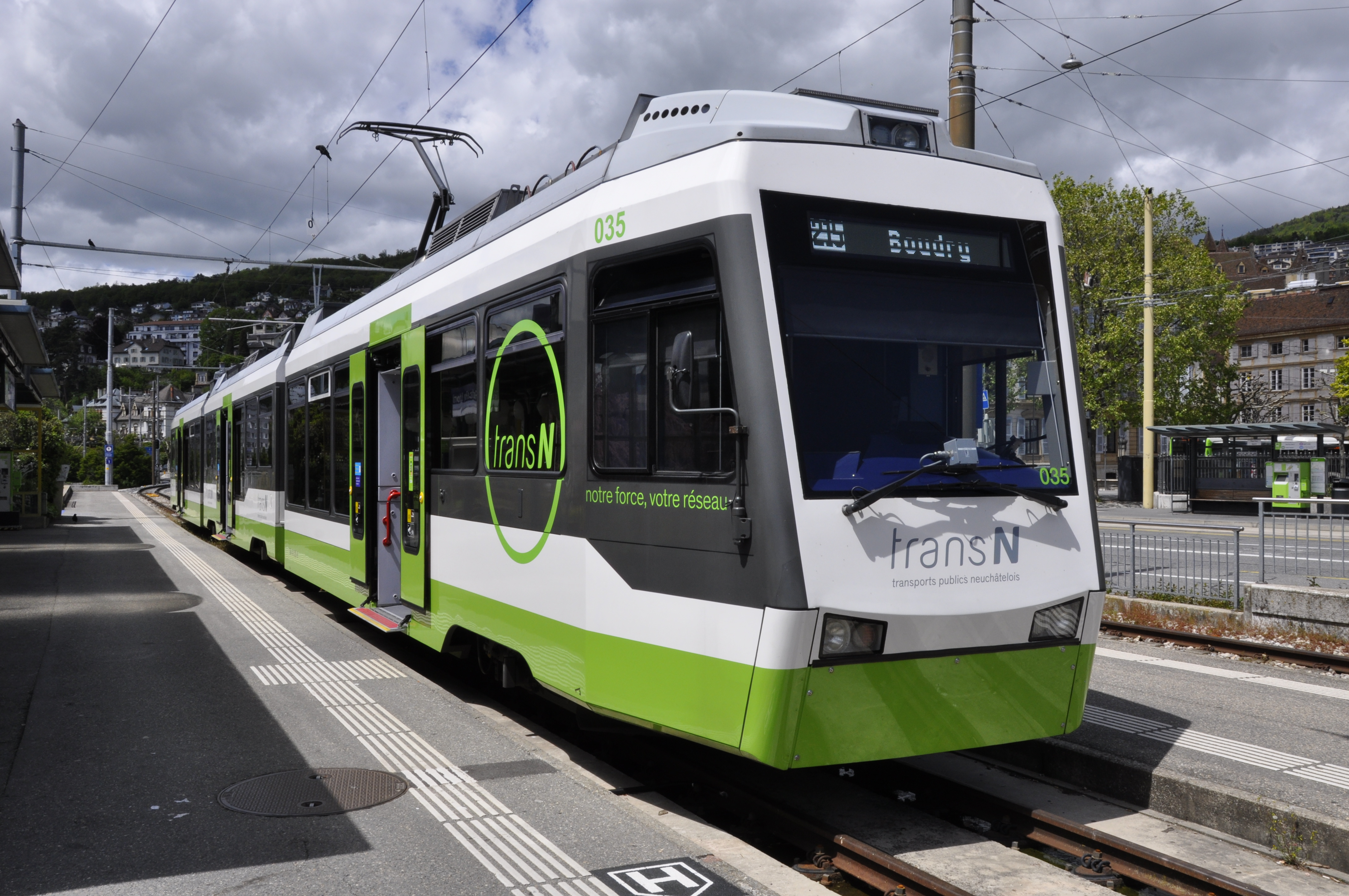
TransN Be 4/8 035 am Place Pury in Neuenburg

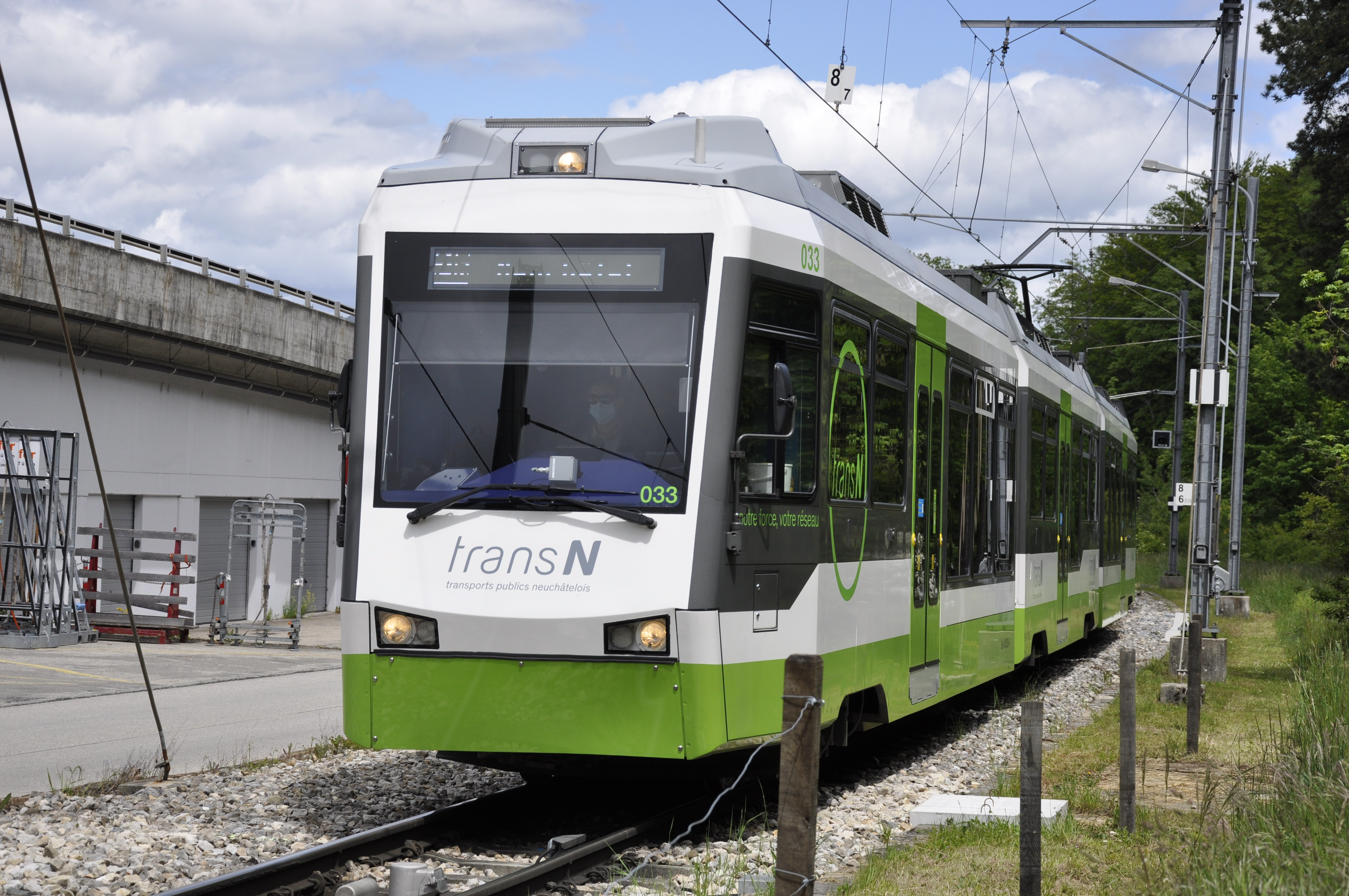
TransN Be 4/8 033 bei der Einfahrt in Boudry

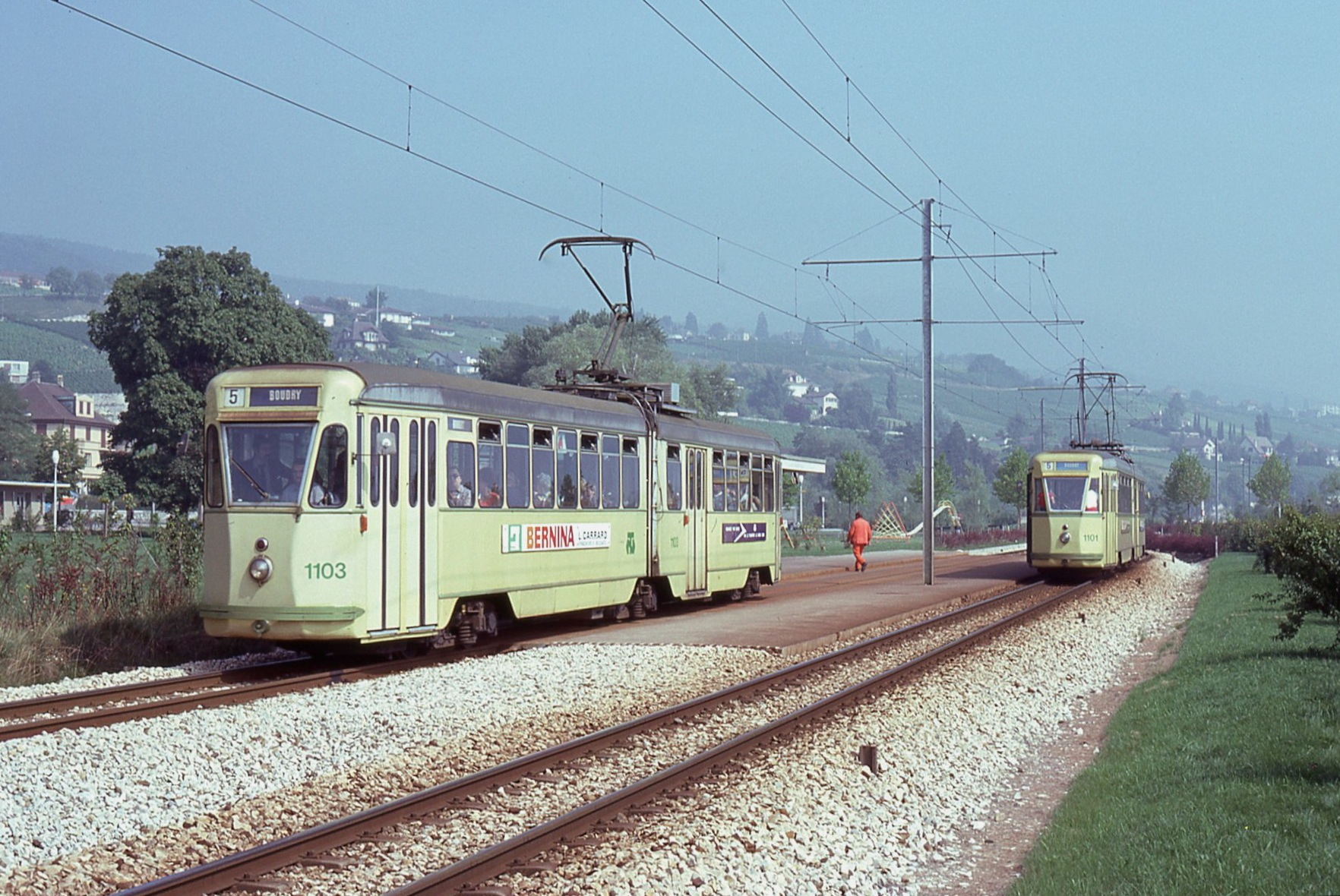
Aus Genua übernommene Gelenktriebwagen an der Kreuzungsstation Auvernier, 1970er-Jahre

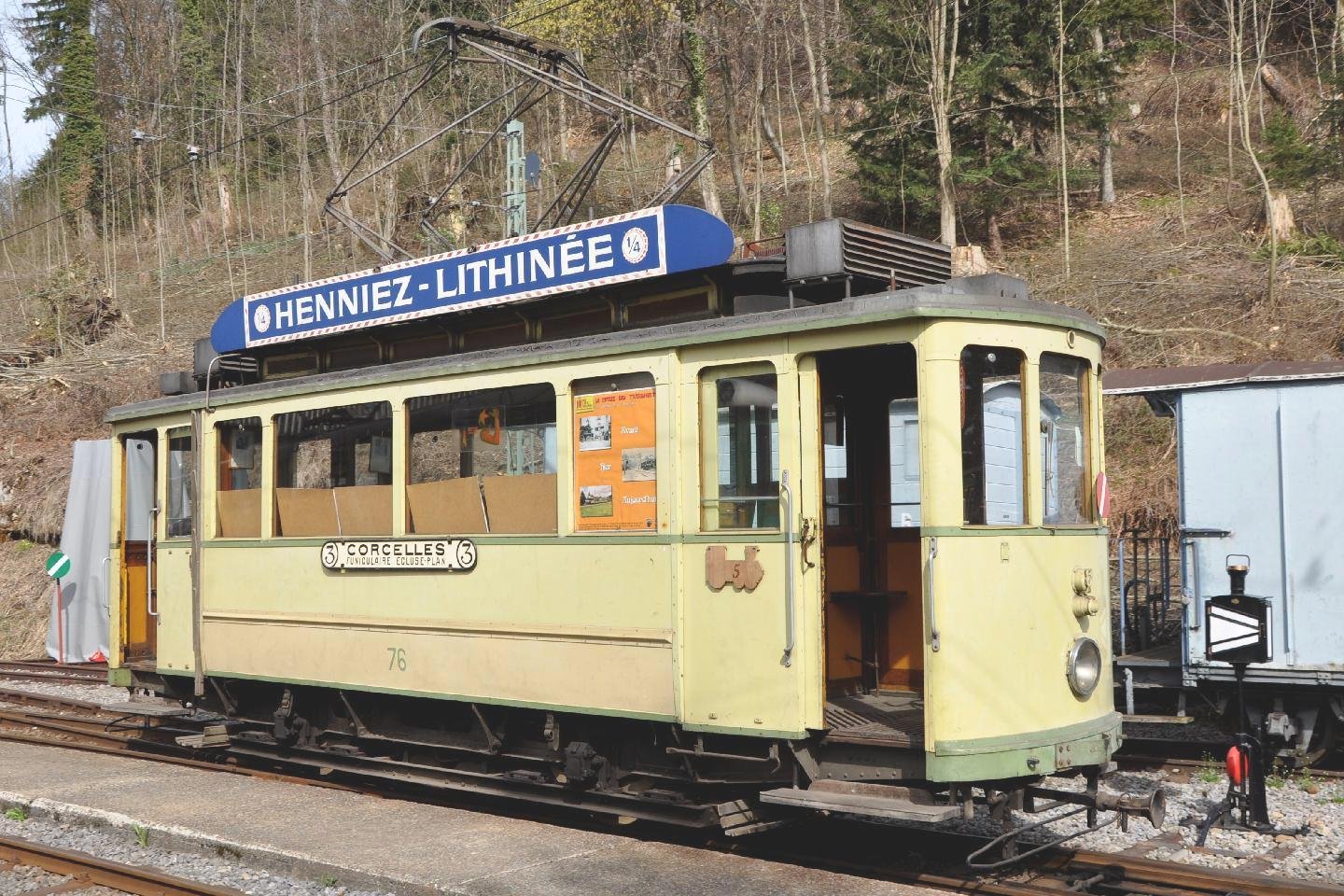
Der historische Motorwagen Ce 2/2 76, hier 2011 bei der Museumsbahn Blonay–Chamby

Für die Strecke Boudry–Neuenburg standen bis 2019 zehn ausschliesslich hochflurige Fahrzeuge zur Verfügung: sechs vierachsige Triebwagen des Typs Be 4/4 mit den Nummern 501–504 (Baujahr 1981; zunächst runde Scheinwerfer) und 505–506 (Baujahr 1988; rechteckige Scheinwerfer) sowie vier Steuerwagen (Bt) mit den Nummern 551 bis 554 (Baujahr 1981). Diese beiden Fahrzeugtypen sind von der Generation FB 2000 der Forchbahn beziehungsweise vom «Tram 2000» der Verkehrsbetriebe Zürich abgeleitet. Die Wagenkästen stammen von Schindler, die Drehgestelle von SIG und die elektrische Ausrüstung von ABB-Sécheron. Die Fahrzeuge wurden in der Zwischenzeit sukzessive ausrangiert und abgebrochen.
Für die Strecken Boudry–Neuenburg und Areuse–Cortaillod stand bereits früher stets ein gesonderter Fahrzeugpark zur Verfügung, darunter auch vier 1962 gebraucht aus Genua übernommene Gelenktriebwagen, die mit der Aufstockung des Fahrzeugparks 1988 ausrangiert wurden.
Im Jahr 2018 kaufte die TransN von den Appenzeller Bahnen die fünf Be 4/8, die zuvor auf der Bahnstrecke St. Gallen–Trogen im Einsatz standen. Nach diversen Anpassungen, darunter die Entfernung der Fahrtrichtungsanzeiger und Neulackierung, wurde das erste Fahrzeug mit der neuen Nummer 032 im April 2019 nach Neuenburg überführt. Damit stehen erstmals Niederflurwagen zur Verfügung.